# Premantura
Premantura, popis 1991; skupaj: 574
Premantura (italijansko Promontore) je naselje na Hrvaškem, ki upravno spada pod občino Medulin; le-ta pa spada pod Istrsko županijo.
Premantura je izrazito turistično naselje z okoli 850 prebivalci. Leži na skrajnem južnem delu Istre, 10 km jugovzhodno od Pule v središčnem delu polotoka Kamenjak, ki z jugozahodne strani zapira Medulinski zaliv. V zadnjih dvajsetih letih 20. stoletja se je zaradi izjemne lege, borovih gozdov in prijetne klime na ozkem polotoku razvilo v privlačno turistično središče. V okolici so lepe plaže, zaščitene pred jugozahodnimi vetrovi. Južno od Premanture se razteza obširno zaledje nenaseljenega polotoka Premantura z dolgo obalo, čistim morjem, s številnimi zalivi in malimi peščenimi plažami. Na koncu polotoka je rt Kamenjak. V Parku prirode Kamenjak je postavljen avto kamp, ki predstavlja eno glavnih točk turizma v tem delu Istre.
Današnja Premantura se je razvila na mestu starega ilirsko - rimskega naselja.
Na skalnem otočku Porer jugozahodno od rta Kamenjak stoji  leta 1846 postavljeni 34 m visok svetilnik. Iz pomorske karte je razvidno, da svetilnik oddaja svetlobni signal: B Bl(3) 15s. Nazivni domet svetilnika je 25 milj. Poleg svetlobnega signala oddaja svetilnik še zvočni signal - sirena.

## Demografija
| Pregled števila prebivalcev po letih | Pregled števila prebivalcev po letih | Pregled števila prebivalcev po letih | Pregled števila prebivalcev po letih | Pregled števila prebivalcev po letih | Pregled števila prebivalcev po letih | Pregled števila prebivalcev po letih | Pregled števila prebivalcev po letih | Pregled števila prebivalcev po letih | Pregled števila prebivalcev po letih | Pregled števila prebivalcev po letih | Pregled števila prebivalcev po letih | Pregled števila prebivalcev po letih | Pregled števila prebivalcev po letih | Pregled števila prebivalcev po letih |
| ------------------------------------ | ------------------------------------ | ------------------------------------ | ------------------------------------ | ------------------------------------ | ------------------------------------ | ------------------------------------ | ------------------------------------ | ------------------------------------ | ------------------------------------ | ------------------------------------ | ------------------------------------ | ------------------------------------ | ------------------------------------ | ------------------------------------ |
| 1857                                 | 1869                                 | 1880                                 | 1890                                 | 1900                                 | 1910                                 | 1921                                 | 1931                                 | 1948                                 | 1953                                 | 1961                                 | 1971                                 | 1981                                 | 1991                                 | 2001                                 |
| 687                                  | 846                                  | 538                                  | 580                                  | 664                                  | 689                                  | 557                                  | 537                                  | 307                                  | 276                                  | 278                                  | 257                                  | 416                                  | 574                                  | 845                                  |